# Episodi di In aller Freundschaft (sesta stagione)
La sesta stagione della serie televisiva In aller Freundschaft è stata trasmessa in anteprima in Germania da Das Erste tra il 7 gennaio 2003 e il 16 dicembre 2003.
| nº | Titolo originale               | Prima TV Germania |
| -- | ------------------------------ | ----------------- |
| 1  | Auf Wolke sieben               | 7 gennaio 2003    |
| 2  | Allein gegen alle              | 14 gennaio 2003   |
| 3  | Geheimnisse                    | 21 gennaio 2003   |
| 4  | Warum lügst du?                | 28 gennaio 2003   |
| 5  | Zu nah an der Sonne            | 11 febbraio 2003  |
| 6  | Ein leichtfertiges Versprechen | 18 febbraio 2003  |
| 7  | Frischer Wind                  | 25 febbraio 2003  |
| 8  | Familienbande                  | 11 marzo 2003     |
| 9  | Die eigenen vier Wände         | 18 marzo 2003     |
| 10 | Sehnsüchte                     | 25 marzo 2003     |
| 11 | Eifersucht                     | 1º aprile 2003    |
| 12 | Im Zweifel für den Angeklagten | 8 aprile 2003     |
| 13 | Ich liebe dich, Mama           | 15 aprile 2003    |
| 14 | Für das Leben eines Freundes   | 22 aprile 2003    |
| 15 | Mein Vater, der Held           | 29 aprile 2003    |
| 16 | Ich will dich nicht verlieren  | 6 maggio 2003     |
| 17 | Spurensuche                    | 13 maggio 2003    |
| 18 | E-Mail für dich                | 20 maggio 2003    |
| 19 | Ganz oder gar nicht            | 27 maggio 2003    |
| 20 | Glaube, Hoffnung, Liebe        | 3 giugno 2003     |
| 21 | Ein letzter Blick zurück       | 10 giugno 2003    |
| 22 | Gebrochene Schwingen           | 24 giugno 2003    |
| 23 | In schwerer Stunde             | 1º luglio 2003    |
| 24 | Starke Männer, starke Frauen   | 8 luglio 2003     |
| 25 | Der Stellvertreter             | 12 agosto 2003    |
| 26 | Flammen                        | 19 agosto 2003    |
| 27 | Bekenntnisse                   | 26 agosto 2003    |
| 28 | Schicksalsschläge              | 2 settembre 2003  |
| 29 | Am Ende siegt die Liebe        | 9 settembre 2003  |
| 30 | Der Weg zum Herzen             | 16 settembre 2003 |
| 31 | Doktorspiele                   | 23 settembre 2003 |
| 32 | Hoffen und Bangen              | 30 settembre 2003 |
| 33 | Abhängigkeiten                 | 7 ottobre 2003    |
| 34 | Besuch aus der Vergangenheit   | 14 ottobre 2003   |
| 35 | Eine neue Chance               | 21 ottobre 2003   |
| 36 | Ein zweites Leben              | 28 ottobre 2003   |
| 37 | Harte Kerle                    | 4 novembre 2003   |
| 38 | Liebesgeflüster                | 11 novembre 2003  |
| 39 | Für immer und ewig             | 18 novembre 2003  |
| 40 | Zurück ins Leben               | 25 novembre 2003  |
| 41 | Isoliert                       | 2 dicembre 2003   |
| 42 | Ich will nach Hause            | 9 dicembre 2003   |
| 43 | Ein Fest mit Hindernissen      | 16 dicembre 2003  |